# مجموعه تک‌آهنگ‌ها (آلبوم بریتنی اسپیرز)
مجموعه تک‌آهنگ‌ها (به انگلیسی: The Singles Collection) دومین مجموعه آلبوم بهترین آهنگ‌ها از خواننده آمریکایی بریتنی اسپیرز است که در ۱۰ نوامبر ۲۰۰۹ توسط جایو رکوردز منتشر شد. این آلبوم مجموعه‌ای از ده سال فعالیت بریتنی اسپیرز از ابتدا تا سال ۲۰۰۹ است. این مجموعه در فرمت‌های مختلف از جمله سی دی و دی وی دی و ست باکس منتشر شد که فرمت ست باکس شامل ۲۹ آهنگ می‌باشد. این آلبوم تنها یک آهنگ جدید به نام "۳" داشت که مقام اول در آمریکا و بیلبورد ۱۰۰ را به‌دست آورد. این آلبوم در جدول آهنگ‌های برتر کشورهای استرالیا، ژاپن، مکزیک و آمریکا قرار گرفت.